# Copa de Honor Municipalidad de Buenos Aires
A Copa de Honor Municipalidad de Buenos Aires egy argentin labdarúgókupa volt. A győztesek kvalifikálták magukat a Copa de Honor Cousenier-be, ahol az uruguayi labdarúgókupa győztesével küzdöttek meg. A kupát 1905-ben alapították meg, az utolsó tornát pedig 1920-ban rendezték meg. A legsikeresebb klub a Racing Club csapata 4 győzelemmel.

## Története
A tornán rosariói (a Liga Rosarina klubjai) és buenos airesi csapatok vettek részt. 
1936-ban tartottak egy új 'Copa de Honor' mérkőzést, amelyen 18 csapat vett részt és szimpla körmérkőzéses lebonyolítású volt. A trófeát a San Lorenzo szerezte meg. 2013 júliusában az argentin labdarúgó-szövetség ezt a trófeát egy Primera División bajnoki trófeának ismerte el.

## Eredmények

### Döntők
| Szezon | Győztes                                                              | Eredmény                                                             | Második                                                              | Helyszín                                                             |
| ------ | -------------------------------------------------------------------- | -------------------------------------------------------------------- | -------------------------------------------------------------------- | -------------------------------------------------------------------- |
| 1905   | Alumni                                                               | 1–0 (h.u.)                                                           | Quilmes                                                              | Estadio Sociedad Sportiva Argentina, Buenos Aires                    |
| 1906   | Alumni                                                               | 3–1                                                                  | Estudiantes (BA)                                                     | Estadio Belgrano Athletic, Buenos Aires                              |
| 1907   | Belgrano                                                             | 3–1                                                                  | Quilmes                                                              | Estadio Guido y Sarmiento, Quilmes                                   |
| 1908   | Quilmes                                                              | 2–1                                                                  | Porteño                                                              | Estadio Guido y Sarmiento, Quilmes                                   |
| 1909   | San Isidro                                                           | 8–1                                                                  | Estudiantes (BA)                                                     | Estadio GEBA, Buenos Aires                                           |
| 1910   | (A negyeddöntők után félbehagyták a tornát, nem hirdettek bajnokot.) | (A negyeddöntők után félbehagyták a tornát, nem hirdettek bajnokot.) | (A negyeddöntők után félbehagyták a tornát, nem hirdettek bajnokot.) | (A negyeddöntők után félbehagyták a tornát, nem hirdettek bajnokot.) |
| 1911   | Newell’s Old Boys                                                    | 3–2                                                                  | Porteño                                                              | Estadio River Plate, Buenos Aires                                    |
| 1912   | Racing Club                                                          | 3–0                                                                  | Newell’s Old Boys                                                    | Estadio Racing Club, Avellaneda                                      |
| 1913   | Racing Club                                                          | 5–1                                                                  | Estudiantes (BA)                                                     | Estadio Arquitecto Ricardo Etcheverri, Buenos Aires                  |
| 1915   | Racing Club                                                          | 2–1                                                                  | Tiro Federal                                                         | Estadio Racing Club, Avellaneda                                      |
| 1916   | Rosario Central                                                      | 1–0                                                                  | Independiente                                                        | Estadio Racing Club, Avellaneda                                      |
| 1917   | Racing Club                                                          | 3–1 (h.u.)                                                           | River Plate                                                          | Estadio Crucecita, Avellaneda                                        |
| 1918   | Independiente                                                        | 1–0                                                                  | Platense                                                             | Estadio GEBA, Buenos Aires                                           |
| 1920   | Banfield                                                             | 2–1                                                                  | Boca Juniors                                                         | Estadio Sportivo Barracas, Buenos Aires                              |

- h.u. – hosszabbítás után

### Győzelmek csapatok szerint
| Csapat            | Győzelmek száma | Győzelmek              |
| ----------------- | --------------- | ---------------------- |
| Racing Club       | 4               | 1912, 1913, 1915, 1917 |
| Alumni            | 2               | 1905, 1906             |
| Belgrano          | 1               | 1907                   |
| Quilmes           | 1               | 1908                   |
| San Isidro        | 1               | 1909                   |
| Newell’s Old Boys | 1               | 1911                   |
| Rosario Central   | 1               | 1916                   |
| Independiente     | 1               | 1918                   |
| Banfield          | 1               | 1920                   |

### Gólkirályok
| Év   | Játékos              | Gólok száma | Klub                    |
| ---- | -------------------- | ----------- | ----------------------- |
| 1905 | Arthur Wells         | 5           | Quilmes                 |
| 1906 | Alfredo Brown        | 5           | Alumni                  |
| 1907 | Charles Whaley       | 6           | Belgrano                |
| 1908 | Juan Rossi           | 6           | San Isidro              |
| 1908 | Henry Cunningham     | 6           | Quilmes                 |
| 1909 | Maximiliano Susan    | 6           | Estudiantes (BA)        |
| 1910 | Eduardo Rothschild   | 3           | Gimnasia y Esgrima (BA) |
| 1910 | Thomas Hughes        | 3           | Quilmes                 |
| 1910 | Juan O. Gil          | 3           | San Isidro              |
| 1911 | Antonio Márquez      | 4           | Porteño                 |
| 1912 | Alberto Ohaco        | 6           | Racing Club             |
| 1912 | Alberto Marcovecchio | 6           | Racing Club             |
| 1913 | Alberto Marcovecchio | 7           | Racing Club             |
| 1915 | Carlos Guidi         | 7           | Tiro Federal            |
| 1916 | Ennis Hayes          | 7           | Rosario Central         |
| 1917 | Alberto Marcovecchio | 11          | Racing Club             |
| 1918 | Gualberto Galeano    | 4           | Independiente           |
| 1918 | Atilio Badalani      | 4           | Newell’s Old Boys       |
| 1920 | Pedro Calomino       | 5           | Boca Juniors            |

## Lásd még
- Copa de Honor Cousenier
- Copa de Honor (Uruguay)